# 모리 나가요시

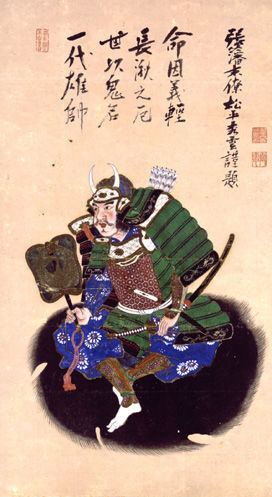
모리 나가요시

모리 나가요시(일본어: 森長可, 1558년 ~ 1584년 5월 18일)는 센고쿠 시대부터 아즈치모모야마 시대에 걸쳐 활약한 무장, 다이묘이다.

## 생애
에이로쿠 원년(1558년) 모리 요시나리의 차남으로 태어났다. 겐키 원년(1570년) 아버지 요시나리가 전사하고, 형 요시타카(可隆)도 같은 해에 전사했기 때문에 가독을 승계, 오다 노부나가를 모셨다.
덴쇼 2년(1574년) 이세 나가시마 일향일규 공격에 참가해 무공을 세웠다.
덴쇼 10년(1582년) 가이 다케다 가문 공격에 있어서 이이다 성, 다카토 성 공략 등에서 활약하였고, 그 전공으로 시나노의 가와나카지마 4개군 20만석을 영지로 삼아 가이즈 성에 입성하였다.
음력 6월 혼노지의 변에서 오다 노부나가가 그의 가신 아케치 미쓰히데의 모반으로 죽은 후, 오다 가문의 새로운 영지인 시나노는 정세가 불안하였고 통치가 불가능했다. 이로 인해 나가요시는 자신의 옛영지인 미노의 가네야마 산성으로 귀환하였다.
인접한 나에키 성주 도야마 도모타다가 도쿠가와 이에야스의 편에 서서 나가요시와 적대하였다. 이때문에 하시바 히데요시에 접근해 그의 후원을 얻었다. 그 후, 나에키 성주 도모타다를 추방해 미노 동부 지배를 확고히 하였다.
덴쇼 12년(1584년) 고마키·나가쿠테 전투에 참전하였지만, 여러 전투에서 패배하였다. 자신의 실패를 만회하고자 장인인 이케다 쓰네오키(池田恒興)와 함께 별동대를 이끌고 미카와로 잡입 기습하려는 차에 이를 간파한 도쿠가와 이에야스 군에 역습을 받아 전사하였는데 미간에 총포를 맞아 즉사했다고 한다. 향년 27세였다.
그의 후계는 동생 다다마사(忠政)가 승계하였다.

## 인물 및 일화
- 별동대를 이끌고 미카와로 기습하기에 앞서 그의 가신 비토 도모노부에게 “자신의 딸은 의사에게 시집보내라. 결코 무가에게는 시집보내지마라.”라는 유언을 남겼다.
- 나가요시는 가네야마 산성의 석단 100계단을 뛰어 오를 정도의 명마를 소유했다고 한다.